# Stazione ornitologica svizzera di Sempach
La Stazione ornitologica svizzera è una fondazione d’interesse pubblico per lo studio e la protezione degli uccelli, con sede principale a Sempach, Canton Lucerna.

## Storia

### La Fondazione
La Stazione ornitologica è stata fondata nel 1924 quale Centrale di inanellamento per lo studio della migrazione degli uccelli sull'arco alpino, condotta inizialmente su base volontaria da un’unica persona. Nel 1954 diventata un istituto indipendente riconosciuto in Svizzera e all’estero, con oltre 130 dipendenti. Nel 1955 la Stazione ornitologica ha traslocato dal municipio di Sempach in un nuovo edificio sulla riva del lago di Sempach. Dal 1958 gestisce, tra l’altro, una centrale di inanellamento sul Col de Bretolet, situata a 1923 metri sul livello del mare.

### Il suo scopo

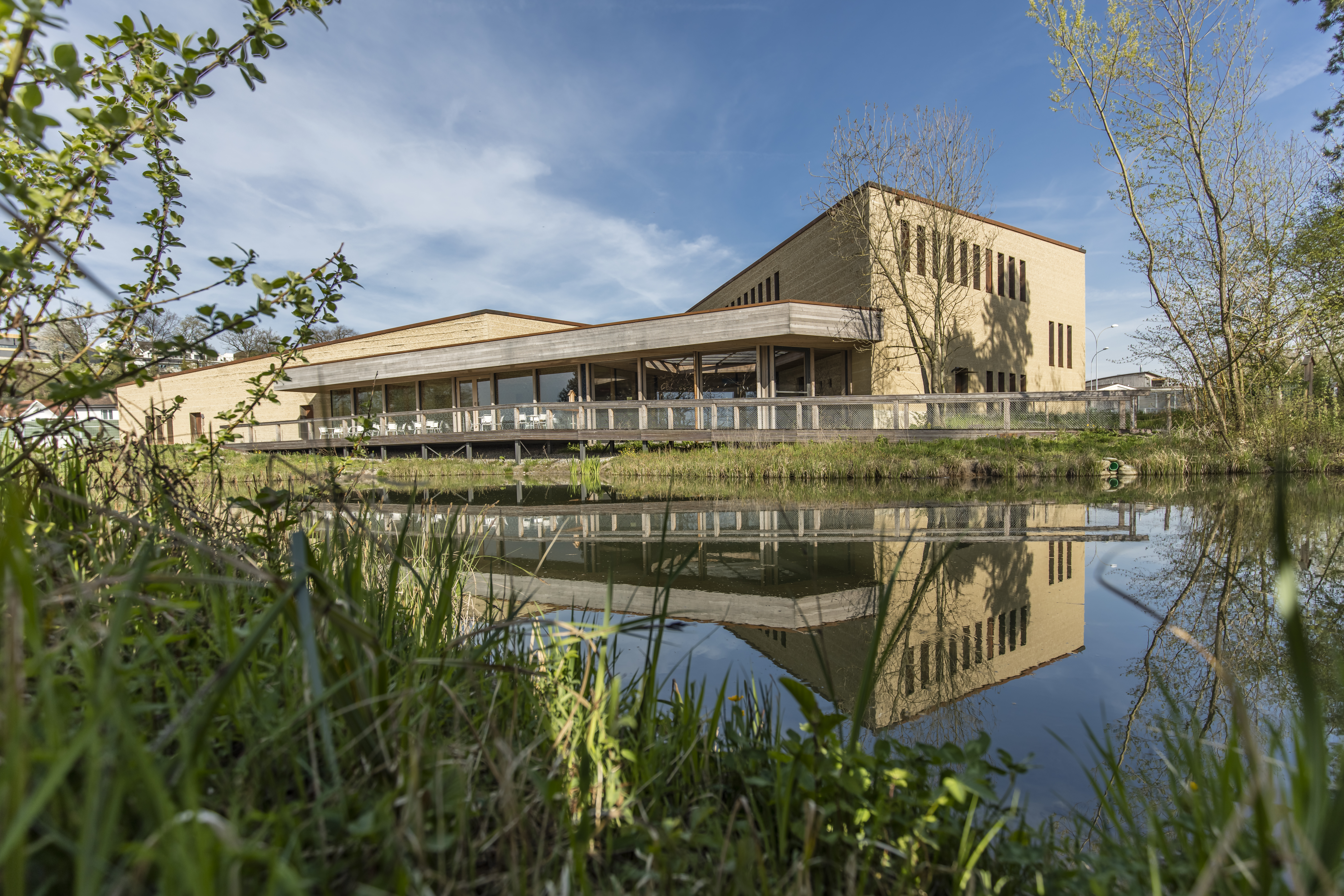
Il Centro per visitatori della Stazione ornitologica svizzera di Sempach, inaugurato nel 2015.

La Stazione ornitologica svizzera di Sempach sorveglia l’avifauna indigena, studia il modo di vita degli uccelli selvatici e indaga sulle cause delle minacce che gravano sull’avifauna. Per le specie minacciate sviluppa misure di protezione e conservazione e fa in modo, assieme ad altri partner, che i risultati vadano a beneficio degli uccelli e della natura.
La Stazione gestisce un centro di cura per uccelli malati, feriti e orfani. Quale centro nazionale di competenza per lo studio e la protezione degli uccelli, fornisce inoltre informazioni e consulenza al pubblico, ai media e alle autorità. Con programmi per le scuole e offerte di educazione ambientale cerca di sensibilizzare la popolazione per la protezione dell’avifauna. Questo scopo è raggiunto principalmente attraverso il moderno Centro per visitatori, inaugurato nel 2015. L’edificio in argilla, di tre piani, è il primo di questo tipo in Svizzera.

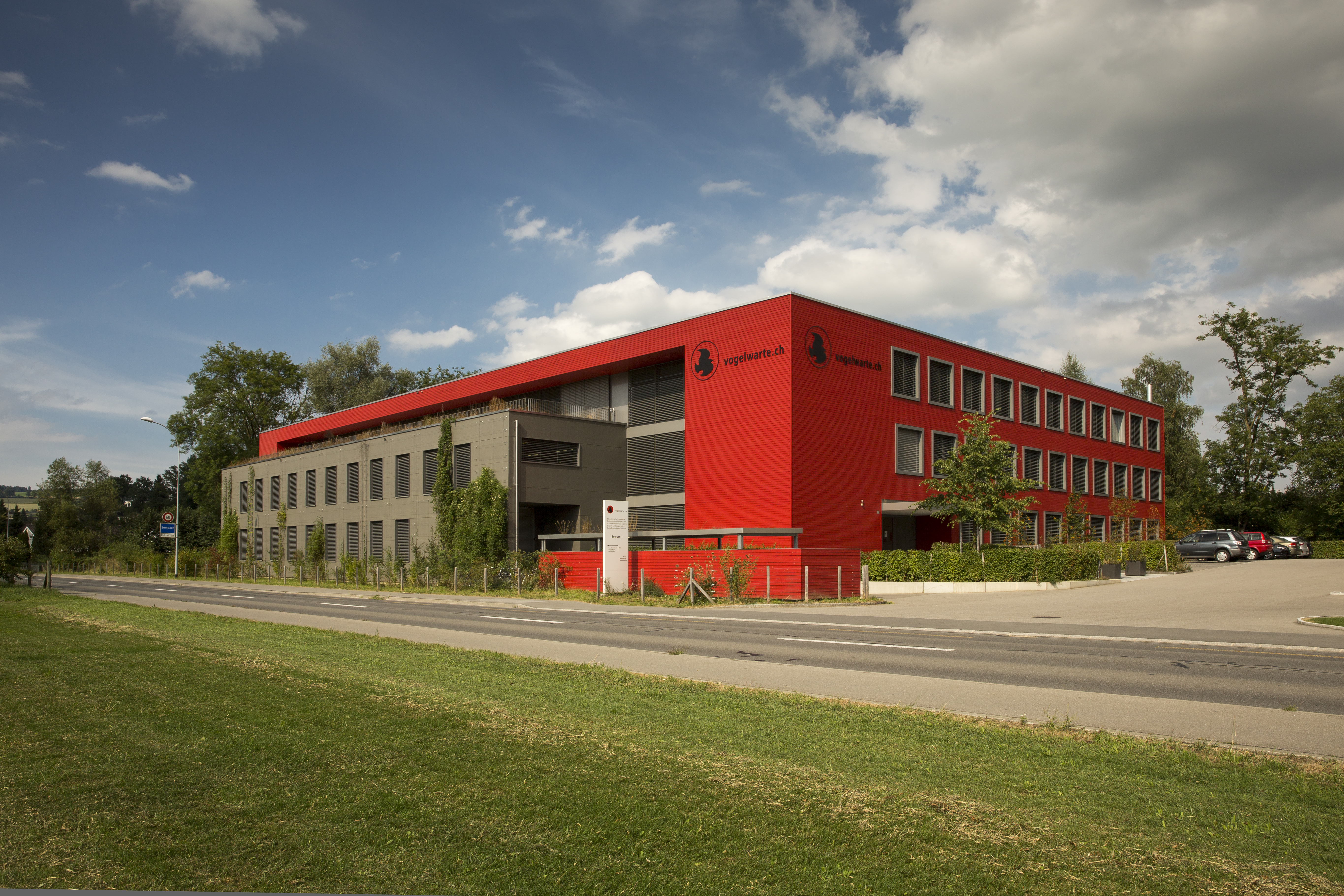
La palazzina degli uffici della Stazione ornitologica svizzera di Sempach.

Essendo un istituto privato, è unico nel suo genere. Molte altre stazioni e istituti ornitologici sono enti statali. La Stazione ornitologica svizzera di Sempach viene sostenuta finanziariamente da donazioni e, per il monitoraggio su scala nazionale degli effettivi degli uccelli, può contare sul supporto di oltre 2000 collaboratori volontari.